# Mercoledì nero
Nella storia dell'economia europea il mercoledì nero (in inglese Black Wednesday), anche noto nel Regno Unito come crisi della sterlina (in inglese 1992 Sterling crisis), fu una repentina svalutazione della lira italiana e della sterlina britannica avvenuta mercoledì 16 settembre 1992 a causa di una fuga di capitali da entrambi i Paesi.
Per effetto di tale svalutazione entrambe le valute dovettero temporaneamente uscire dal sistema monetario europeo (SME) perché incapaci di mantenere il proprio tasso di cambio sopra la soglia minima di fluttuazione richiesta alle banche centrali affiliate allo stesso SME.
Nel Regno Unito tale episodio danneggiò la reputazione del secondo gabinetto Major di essere in grado di gestire emergenze finanziarie: non servì, infatti, a evitare critiche sia interne che da parte laburista la manovra del governo britannico di alzare in poche ore il tasso di sconto fino al 15%.
Tale rovescio finanziario fu una delle cause che condussero, cinque anni più tardi, a una rovinosa sconfitta elettorale dei Conservatori a favore dei Laburisti guidati da Tony Blair.
Per quanto riguarda l'Italia, la lira, indebolita dalle pesanti politiche assistenzialistiche a debito intraprese nei decenni precedenti, subì una svalutazione di circa il 7% mentre la Borsa di Milano, con praticamente tutti gli indici in caduta libera (-5% dell'indice a fine giornata), perse un valore stimato di 6700 miliardi di lire (~3,35 miliardi di euro) nella sola giornata del 16 settembre, con crolli dei maggiori titoli (FIAT, Assicurazioni Generali, Banca Commerciale Italiana) tra il 4,5% e l'8,5%.
In tale quadro si inserirono, a corollario, anche manovre speculative di vendita allo scoperto di valuta, che in cifra assoluta incisero solo parzialmente sul disastro finanziario che colpì le economie dei due Paesi (a fronte della perdita di circa 3,3 miliardi di sterline da parte della sola Banca d'Inghilterra, per esempio, il ricavo complessivo delle operazioni di vendita e riacquisto di valuta da parte del finanziere George Soros ammontò a un miliardo) ma che da allora alimentano narrative di stampo complottista circa l'esistenza di finanze parallele che decidono il destino economico dei Paesi presi di mira da interessi non meglio specificati.

## Storia

### Antefatti
Il 2 giugno 1992 la Danimarca bocciò tramite referendum la ratifica del trattato di Maastricht con una maggioranza di contrari del 50,7% (circa 25000 più dei favorevoli, in cifra assoluta) e, di conseguenza, l'ingresso nell'Unione monetaria europea.
A quel punto lo SME andò subito in tensione, in quanto i mercati avevano perso la certezza che tutti i paesi europei si sarebbero impegnati fino in fondo a perseguire il progetto di costruzione dell'UE, implementando le riforme necessarie a far convergere i parametri macroeconomici, come auspicato nel trattato di Maastricht. Secondo una certa visione, non fu una responsabilità politica alla base della crisi del 1992, ma una spontanea reazione dei mercati al clima di incertezza di quel periodo.

#### La riunificazione tedesca
Un altro evento che è generalmente riconosciuto come un fattore scatenante della crisi fu la riunificazione tedesca, che impose alla Germania politiche monetarie più restrittive e un aumento dei tassi di interesse per fronteggiare la spinta inflazionistica, proprio in un momento in cui l'Europa aveva bisogno di politiche monetarie più espansive a causa dell'elevato tasso di disoccupazione.
Da una parte i tassi tedeschi attirarono capitali da molti paesi, soprattutto da quelli deboli, dall'altro i timori sul proseguimento dell'unificazione europea portarono a un aumento del rischio percepito sulle economie più deboli del continente, che si sarebbero trovate totalmente isolate se l'unificazione fosse fallita. Quindi i paesi deboli furono vittime di due movimenti monetari avversi: attrazione di capitali verso la Germania e paura sulla tenuta delle loro economie.

#### Sistema di cambi fissi
Molti analisti sostengono che il sistema di tassi cambio fissi, ma aggiustabili con fluttuazioni valutarie consentite entro un margine del ± 2,25 % ("banda stretta") rispetto ai tassi centrali (per la lira del ±6%, "banda larga"), fu l'elemento che permise lo scoppio della crisi in quanto permetteva agli speculatori di "scommettere" sull'uscita di un paese dallo SME, testando le sue riserve di valuta estera.

## Sviluppo della crisi

### Italia

Andamento del cambio tra ECU e lira nel 1992

In quel periodo storico il Paese più debole dello SME era l'Italia che nel quindicennio precedente aveva visto il proprio debito pubblico andare fuori controllo a causa di vari fattori concomitanti, tra i quali l'inflazione in doppia cifra a cavallo tra gli anni settanta e ottanta, con punte del quasi 22%, la svalutazione della lira per sostenere le esportazioni, la spesa pubblica in welfare, e il tutto a fronte di un rallentamento della crescita economica; a ciò si aggiungevano altri fattori come il deficit pubblico apparentemente incomprimibile e un elevato differenziale inflattivo con la Germania, con conseguente perdita di competitività del sistema-Paese.
Ciò causò la fuga di capitali dall'Italia e, conseguentemente, il crollo della valuta.
I trasferimenti iniziarono a giugno 1992 e toccarono il picco a settembre, quando avvenne la svalutazione.
I capitali bancari italiani dirottati all'estero furono pari a 25900 miliardi di lire (circa 24 miliardi di dollari, al cambio dell'epoca)
Per quanto riguarda la lira, essa era particolarmente a rischio in quanto le aste dei titoli italiani di Stato erano andate deserte nella settimana antecedente al Mercoledì nero.
L'economia nazionale arrancava e la Bundesbank aveva esplicitamente comunicato alla Banca d'Italia che non avrebbe intrapreso manovre di salvataggio della lira, in quanto «rischiose per la stabilità del marco».
La Banca d'Italia, a sua volta, propose una propria interpretazione delle cause del disastro finanziario, circonstanziata nella sua Relazione 1993 secondo cui, a causa dell'eccessivo indice di liquidità monetaria in Germania (l'M3, aggregato monetario che indicava le dinamiche inflattive future, nel 1992 era sul 10%), dovuto alla riunificazione tedesca e al cambio alla pari tra marco dell'ovest e dell'est, la Bundesbank elevò i tassi di sconto ai livelli più alti del secondo dopoguerra: al netto dell'inflazione corrente, a settembre i tassi tedeschi erano a circa il 6% (oltre 9,50% al lordo).
A seguito di tale aumento, vista la fama di solvibilità di cui godeva all'epoca la Germania, gli acquirenti iniziarono a comprare marchi e obbligazioni federali.
I capitali esteri che affluirono in Germania causarono da un lato la rivalutazione del marco ma dall'altro la svalutazione delle altre monete.

### Regno Unito
Gli speculatori approfittarono della riluttanza da parte della Banca d'Inghilterra sia ad aumentare i propri tassi di interesse a livelli confrontabili con quelli degli altri paesi del Sistema Monetario Europeo, sia a lasciare fluttuante il tasso di cambio della moneta. Alla fine, la Banca d'Inghilterra fu costretta a far uscire la propria moneta dallo SME e a svalutare la sterlina. The Times, lunedì 26 ottobre 1992 riportò il commento di Soros: "La nostra esposizione durante il mercoledì nero doveva essere di quasi 10 miliardi di dollari. Noi avevamo previsto un guadagno maggiore. Infatti, quando Norman Lamont appena prima della svalutazione disse che avrebbe avuto bisogno di un prestito vicino ai 15 miliardi di dollari per difendere la sterlina, fummo contenti poiché era all'incirca la cifra che noi volevamo vendere".
Nel 1997, il Ministero del Tesoro del Regno Unito ha stimato il costo del mercoledì nero di un importo pari a 3,14 miliardi di sterline, che è stato corretto nel 2005 a 3,3 miliardi di sterline a seguito di documenti rilasciati ai sensi del Freedom of Information Act (le stime precedenti avevano posto le perdite in un intervallo molto più elevato di 13-27 miliardi di sterline). Le perdite commerciali di agosto e settembre costituivano una minoranza delle perdite (stimate a 800 milioni di sterline) e la maggior parte delle perdite della banca centrale derivavano da profitti non realizzati a seguito di un'ipotetica svalutazione. I documenti del tesoro suggeriscono che se il governo avesse mantenuto riserve di valuta estera di 24 miliardi di dollari e la sterlina si fosse svalutata dello stesso importo, il Regno Unito avrebbe potuto realizzare un profitto di 2,4 miliardi di sterline. Dopo 5 anni dal mercoledì nero il partito conservatore al potere ha subito una sconfitta clamorosa alle elezioni generali del 1997 e non è tornato al potere fino al 2010.

### Ripercussioni sul altri Paesi
A seguito di questa crisi, la Spagna fu la prima a svalutare la propria moneta, seguita da Italia e Regno Unito che abbandonarono lo SME. Anche la Finlandia una settimana prima del mercoledì nero svalutò nel settembre 1992 di un 15% il marco finlandese, mentre la Svezia fu costretta ad alzare i propri tassi di interesse al 500% per evitare la svalutazione. Una seconda ondata speculativa portò comunque alla svalutazione di peseta spagnola, escudo portoghese e corona svedese nel novembre 1992. Nel maggio 1993 furono di nuovo svalutate la peseta (per la terza volta) e l'escudo (seconda volta) rispettivamente di un 8% e di un 6,5%. La Francia riuscì a non svalutare, al costo però di massicce iniezioni di liquidità per difendere il cambio (32 miliardi di dollari) e un aumento dei tassi di interesse al 7,85% nel dicembre del 1992 nel sistema. Cionondimeno la sua crescita economica nel periodo 1992-1996 fu dimezzata rispetto a quella tedesca (1,2% contro il 2,3%). Nel luglio 1993, a seguito di un ulteriore attacco speculativo, lo SME decise di adottare delle bande di flessibilità nel cambio molto più ampie (l'oscillazione massima fu portata dal ± 2,25% al ±15%).

## Sviluppi successivi
Il meccanismo di cambio europeo (MCE) è stato de facto smantellato dopo la crisi dell'agosto 1993. Nonostante il grande intervento sia della Banca di Francia che della Bundesbank, è stata introdotta una banda più ampia di ± 15%, un livello talmente elevato da rendere il MCE, nella sostanza, un sistema a cambi flessibili. A questo punto, solo il fiorino olandese e il marco tedesco rimasero nella banda più rigida di ± 2,25. 
Solo nel settembre 1993, la Germania ridusse i tassi d'interesse al 6,2% per affrontare la recessione, questo diede molto più stimolo alle economie dello SME, in quanto esse soffrivano, in media, di un tasso di disoccupazione del 12%.